# Buenos Aires Rojo Sangre
Buenos Aires Rojo Sangre (BARS) es un festival de cine argentino especializado en géneros de terror, ciencia ficción, cine fantástico y bizarro más antiguo de Latinoamérica que se realiza anualmente en Buenos Aires, Argentina. Fundado en el año 2000, el festival se caracteriza por su enfoque en producciones independientes y de bajo presupuesto, brindando un espacio para películas que suelen quedar fuera de los circuitos tradicionales de distribución cinematográfica. Desde 2004, el BARS incluye competencias oficiales para cortometrajes y largometrajes.
Organizado por la revista digital Quinta Dimensiónel BARS comenzó como una pequeña muestra de cine independiente en la Facultad de Ciencias Sociales de la Universidad de Buenos Aires, destinada a unas pocas decenas de espectadores. Con el tiempo, se trasladó a sedes más grandes, como el Centro Cultural General San Martín, el Complejo Tita Merello y, más recientemente, el Multiplex Belgrano. Actualmente, el festival reúne a más de 10,000 asistentes anuales y ofrece proyecciones, charlas y talleres.
Además de dar lugar a estrenos de cineastas como Daniel de la Vega, Demian Rugna y Pablo Parés, también ha recuperado obras históricas del fantástico nacional, como El hombre bestia (Camilo Zacaría Soprani) y Nazareno Cruz y el lobo (Leonardo Favio).
El festival también ha contado con invitados internacionales de renombre, como Fede Álvarez (Evil Dead), Mick Garris (Masters of Horror) y Ruggero Deodato (Cannibal Holocaust).

## Historia
El BARS nació en diciembre del año 2000 como una muestra de cine independiente orientada a los géneros de terror, ciencia ficción y fantasía. Su primera edición tuvo lugar en el auditorio de la Facultad de Ciencias Sociales de la Universidad de Buenos Aires, con una capacidad limitada. La programación incluyó películas como Plaga Zombie de Hernán Sáez y Pablo Parés, y El Planeta de los Hippies de Ernesto Aguilar.
En el año 2001, el festival se trasladó al Centro Cultural General San Martín, donde logró atraer a un público más amplio y diversificar su programaciónedición en la que se proyectó Fanáticos (Mariano Cattaneo e Ygnacio Cervio) y Nunca Asistas a este tipo de Fiestas (Hernán Sáez y Pablo Parés). La tercera edición, en 2002, amplió aún más su alcance temático y su número de espectadores, logrando un incremento significativo en su convocatoria, con proyecciones de films como Plaga Zombie: Zona Mutante (Hernán Sáez y Pablo Parés) y Attack of the Killer Hog (Agustín Cavalieri y Marcos Meroni). En la edición de 2003 lse estrenaron  siete largometrajes locales, Run Run Bunny! (Mad Crampi), Tico tico (Marcelo Domizi), Baño de Sangre (Paula Pollacchi), Mala Carne (Fabián Forte), Ruta hacia la muerte (Francisco de Lezica) y Vacaciones en la tierra (Sebastián de Caro).  Y fue cuna del pre estreno de largometrajes internacionales. En esta edición, se proyectó por primera vez en Buenos Aires el film argentino El Hombre Bestia (Camilo Zaccaría Soprani, 1934), la primera película fantástica local.

### Formato Competitivo
Desde su quinta edición en 2004, el BARS incorporó un formato competitivo con premios para cortometrajes y largometrajes.
A lo largo de dos décadas, el festival ha sido un espacio para el estreno y la proyección de obras de directores nacionales destacados como Daniel de la Vega, Demian Rugna y Pablo Parés. También ha contribuido a la recuperación de películas históricas del cine fantástico argentino, como El hombre bestia (Camilo Zacaría Soprani), y ha presentado retrospecciones de clásicos como Nazareno Cruz y el lobo (Leonardo Favio) y La venganza del sexo (Emilio Vieyra). En el festival se proyectaron películas argentinas de culto como Plaga Zombie Zona Mutante, Nunca Asistas a este tipo de Fiestas, RunRunBunny, Goreinvasión y Pantera Vive, entre otras.
El B.A.R.S. fue declarado de interés por el Instituto Nacional de Cinematografía y Artes Audiovisuales, auspiciado por el Museo del Cine de la Ciudad de Buenos Aires. También ha sido auspiciado institucionalmente por la Legislatura de la Ciudad Autónoma de Buenos Aires en los años 2018 y 2019. Entre quienes más películas mostraron en este festival, se encuentran Gabriel Grieco, Luis Sosa Arroyo, Hernán Saez, Pablo Pares, Germán Magariños y Alexis Puig.

## Actividades durante todo el año
Además del festival anual, el BARS organiza eventos y actividades que promueven el cine de género a lo largo del año. Entre ellas se destacan:
- Talleres de efectos especiales y realización de cine, como los realizados en la Feria del Libro Infantil y Juvenil.
- Concursos como "Fin de semana sangriento" para producción de cortometrajes de género en 72 horas.
- Ciclos de proyecciones en el Centro Cultural Recoleta.[8]
- Programas de televisión en canales como Ciudad Abierta e INCAA TV.

Desde hace una década, también organiza el Mendoza Rojo Sangre, una muestra anual con lo más destacado de cada edición del festival en la provincia de Mendoza, Argentina.

## Ediciones
Desde la edición n.º 5, el festival ha entregado premios para cortos y largometrajes.

### BARS 2004
- Premio a la Mejor Película: The Last Horror Movie (UK) de Julian Richards.
- Premio al Mejor Director: Greg Pak por Robot Stories (USA).
- Premio al Mejor Guion: Greg Pak por Robot Stories (USA).
- Premio al Mejor Actor: Kevin Howarth por The Last Horror Movie.
- Premio a la Mejor Actriz: Elena Siritto por Habitaciones para turistas (Argentina).
- Premio del público: Habitaciones para turistas (Argentina) de Adrián García Bogliano.
- Mejor Cortometraje: Redrat, la rata retobada de Guillermo Kloetzer (Uruguay)
- Mejor Director de Cortometraje: Daniel Greaves por Little Things (UK)
- Premio del público al Mejor Cortometraje: Gorgonas de Salvador Sanz (Argentina)

### BARS 2005
- Premio a la Mejor Película: Beneath the Cogon (Filipinas) de Rico Maria Ilarde.
- Premio al Mejor Director: Jeniffer Kroot por Sirens of the 23rd Century (USA).
- Premio al Mejor Guion: Bill Marks, Sean K Robb por Zombie King and the legion of Doom (Canadá).
- Premio al Mejor Actor: David Muyllaert por Dead Meat (Irlanda).
- Premio a la Mejor Actriz: Paula Guía por De noche van a tu cuarto (Argentina).
- Premio del público: De noche van a tu cuarto (Argentina) de Sebastián de Caro.
- Premio a la mejor película argentina Grité una Noche de Adrián García Bogliano.
- Mejor Cortometraje: Retruc de Francesc Talavera (España)
- Mejor Director de Cortometraje: John Dunstan, Michael Pazt por Battle Chess (UK)
- Premio del público al Mejor Cortometraje: Alex, Vampire Slayer de Al Katrina (Canadá)
- Mejor corto fantástico argentino Después de Recién de Ignacio Laxalde y Bernardo Francese.

### BARS 2006
- Premio a la Mejor Película: Mondo Psycho (Argentina) de Mad Crampi.
- Premio al Mejor Director: Marcus Widegren por Kraftverk 3714 (Suecia).
- Premio al Mejor Guion: Ramiro y Adrián García Bogliano por 36 pasos (Argentina).[9]
- Premio al Mejor Actor: Emil Jonsson por Kraftverk 3714 (Suecia).
- Premio a la Mejor Actriz: Mapi Romero por Belcebú (España).
- Premio del público: Song of the Dead (USA) de Chip Gubera.
- Premio a los mejores efectos especiales Martin Frías, Iru Landucci por 36 pasos (Argentina).[9]

- Mejor Cortometraje: El cojonudo de Federico Álvarez (Uruguay)
- Mejor Director de Cortometraje: Sacha Whitehouse por The City Eats its Weak (Australia)
- Premio del público al Mejor Cortometraje: El cojonudo de Federico Álvarez (Uruguay)
- Mejor corto fantástico argentino Asterión de Juan Carlos Camardella.
- Mención Especial del jurado: cortometraje Griscelda (decromante) de Gabriel Grieco (Argentina)

### BARS 2007
SECCIÓN INTERNACIONAL DE LARGOMETRAJES
- Mejor película On Evil Grounds (Auf Bösem Boden) (Austria)
- Mejor director Peter Koller por On Evil Grounds
- Mejor guion Demián Rugna por The Last Gateway (Argentina)
- Mejor actriz Victoria Maurette por Left for Dead (USA/ Argentina)

SECCIÓN NACIONAL DE LARGOMETRAJES
- Mejor película Massacre Marcial IVX de Pablo Marini y Matias Lojo

SECCIÓN DE CORTOMETRAJES
- Mejor cortometraje Droomtijd (Dreamtime) - Tom Van Avermaet (Bélgica)
- Mejor director Gabe Ibañez por Máquina (España)
- Mejor cortometraje nacional Naturaleza Muerta de Romina Caramagna

PREMIOS DEL PÚBLICO
- Mejor largometraje Filmatrón de Pablo Parés.
- Mejor cortometraje Sucesión de Pablo Baltera

### BARS 2008
SECCIÓN INTERNACIONAL DE LARGOMETRAJES
- Mejor película Tokyo Gore Police (Tôkyô zankoku keisatsu) de Yoshihiro Nishimura
- Premio del público Mud Zombies (Mangue Negro) de Rodrigo Aragao
- Mejor película iberoamericana Nadie Inquietó Mas de Gustavo Leonel Mendoza
- Mejor director Bill Plympton por Idiots & Angels
- Mejor guion: The Man from Earth
- Mejores FX: Yoshihiro Nishimura por Tokyo Gore Police
- Mejor actor: Chris Sharp por Murder Party
- Mejor Actriz: Josefina Sanz por Nocturnos

MENCIONES ESPECIALES
- A la realización: Paco Limón por Doctor Infierno
- A la dirección de arte: Tokyo Gore Police

CORTOMETRAJES
- Mejor cortometraje: ELA in Love at First Byte de Fernando Sarmiento
- Premio del público: Maldito Sean 1º episodio de Demián Rugna
- MEjor corto nacional: Aquellos Ojos Brujos de Cesar Leonardo Delgado Brog
- Mejor dirección: Alfons Casal, Hector Mas por El Comte Yácula

MENCIONES ESPECIALES
- Mejor comedia: División Bahia de Laura Casabé
- Mejor animación: Piscis de Juan Camardella
- Mejor diseño de producción: The Container de Diego Melo.

### BARS 2009
SECCIÓN INTERNACIONAL DE LARGOMETRAJES
- Mejor película: Masacre esta noche
- Premio del público a la mejor película Recortadas
- Premio del público a la mejor película Iberoamericana: Operación Cannabis
- Mejor dirección Marc Price por Colin
- Mejor Guion: Demian Rugna por They want my eyes
- Mejor Actor: Diego Cremonesi por Masacre esta noche
- Mejor Actriz: Mariana Zanette por Morgue Story
- Mejores FX: Yesterday

Menciones
- Mención especial del jurado como revelación femenina: Noelia Antunez y Mariana Levy por Recortadas
- Mención especial del jurado como revelación masculina: Jorge Pinarelo por Masacre esta noche
- Mención especial del jurado como Scream Queen Natacha Mendez por Masacre esta noche
- Mención especial del jurado por su postproducción: Ataque de Pánico
- Mención especial del jurado por su guion La menace vient de l´espace
- Mención especial del jurado por su adaptación The Raven

CORTOMETRAJES
- Mejor cortometraje: Die Schneider Krankheit
- Mejor corto argentino: La extravagante y poco práctica venganza de la momia
- Mejor dirección cortometraje: María Luara Casabé por Sabrosura, Violín y Perico
- Premio del público al mejor corto: La villa seca
- Mejor corto Zombie Festival Evacuación

### BARS 2010
SECCIÓN INTERNACIONAL DE LARGOMETRAJES
- Mejor Película The Life and Death of a Porno Gang
- Premio del público al mejor largometraje Nunca más asistas a este tipo de fiestas
- Mejor Director Faye Jackson por Strigoi
- Mejor actor (ex aequo) Andrew Howard por Pig y Nicanor Loreti por Nunca más asistas a este tipo de fiestas
- Mejor Actriz Roxana Guttman por Strigoi
- Mejor Guion Mladen Djodjevic por The Life and Death of a Porno Gang
- Mejores Efectos Especiales Tomoo Haraguchi por Death Kappa

MENCIONES ESPECIALES
- Mención especial del jurado a MyM Matilde y Malena por su búsqueda formal, visual y narrativa
- Mención a Nunca más asistas a este tipo de fiestas por el buen manejo de los recursos audiovisuales
- Mención especial a Molina's Ferozz por la originalidad de una propuesta extrema
- Mejor película iberoamericana (por voto popular) Trash

CORTOMETRAJES
- Mejor Cortometraje Cabine of the Dead
- Mejor Director Cortometraje Sebastian Marka por Interview
- Mejor corto argentino La vuelta del malón

MENCIONES ESPECIALES
- Mención especial del jurado a Copia A por su realización y desarrollo técnico
- Mención especial del jurado a Working Day por su fotografía y propuesta estética
- Mención especial del jurado a Zombie Burguer Attack por la originalidad de su guion
- Premio del público al cortometraje Umiko.

### BARS 2011
SECCIÓN INTERNACIONAL DE LARGOMETRAJES
- Mejor Película Rabies
- Premio del público al mejor largometraje Plaga Zombie: Revolución Tóxica
- Mejor Director Demian Rugna & Fabián Forte por Malditos Sean!
- Mejor actor Hernán Sáez por Plaga Zombie: Revolución Tóxica
- Mejor Actriz Ruth King por Zombie Undead
- Mejor Guion Sean Branney & Andrew Leman por The Whisperer in Darkness
- Mejores Efectos Especiales The Theatre Bizarre

PREMIOS PARALELOS
- Mejor película Iberoamericana Pólvora Negra de Kapel Furman
- Premio Videoflims El Turno Nocturno de Matías Rispau
- Mención especial del jurado a Rabies por el grupo de actores y la dierección actoral, logrando una actuación sutil y homogénea
- Mención especial del jurado a la saga Plaga Zombie por el esfuerzo creativo a lo largo del tiempo para poder construir una trilogía.

CORTOMETRAJES
- Mejor Cortometraje Pícnic de Gerardo Herrero.
- Mejor Director Cortometraje Marc Herni Boulier por Tous les hommes s’appellent Robert
- Mejor corto argentino Zombirama[10]  de Ariel Lopez V. y Nano Benayon.

MENCIONES ESPECIALES
- Mención especial del jurado a Banana motherfucker, por mejor corto psicotrónico y ambicioso
- Mención especial del jurado a ¡Toma mi mano!, por mejor corto mostroneco
- Premio del público al cortometraje Making Off Sangriento.